# Shin Hye-sun
Shin Hye Sun hay Shin Hae Sun (Hangul: 신혜선; sinh ngày 31 tháng 8 năm 1989) là một nữ diễn viên người Hàn Quốc. Cô xuất hiện lần đầu trong phim truyền hình Học đường 2013 và đóng vai chính đầu tiên trong My Golden Life (2017-2018). Cô được khán giả quốc tế biết đến qua vai chính trong Sứ mệnh cuối cùng của thiên thần (2019), Still 17 (2018), Thánh ca tử thần (2018) và Chàng hậu (2020-2021). Cô còn được khán giả Việt Nam biết đến qua bộ phim Tuổi thanh xuân (2014) - tác phẩm đánh dấu sự hợp tác giữa 2 nền điện ảnh Việt Nam và Hàn Quốc.

## Sự nghiệp
Shin Hye-sun ra mắt khán giả qua bộ phim truyền hình Học đường 2013, một phần của loại phim dài tập School, sau khi thành công vượt qua buổi casting để được chọn vào vai một nữ sinh trung học. Ngoài ra, cô còn đóng vai nhân vật phụ trùng tên với mình.
Cô bắt đầu có những vai diễn lớn hơn vào năm 2015 với Ma nữ đáng yêu và Cô nàng xinh đẹp. Mặc dù 2 bộ phim đều mang thể loại hài kịch - lãng mạn, nhưng tính cách nhân vật của cô trong 2 bộ phim khác nhau đáng kể.
Bước đột phá của cô đến vào năm 2016 với Five Enough. Trong phim cô hóa thân vào vai một người phụ nữ cả tin, ngây thơ và lãng mạn, đóng cặp cùng với nam diễn viên Sung Hoon, phim được khán giả vô cùng yêu thích. Cùng năm, cô tham gia đóng vai phụ trong bộ phim tình cảm giả tưởng Huyền thoại Biển xanh cùng với cặp đôi Lee Min-ho và Jun Ji-hyun.
Năm 2017, cô đảm nhận vai chính đầu tiên trong phim điện ảnh A Day. Sau đó, nữ diễn viên tiếp tục xuất hiện trong loạt phim kinh dị - tội phạm nổi tiếng Khu rừng bí mật và phim truyền hình My Golden Life của đài KBS2. Bộ phim đã đạt được thành công vang dội ở quê nhà Hàn Quốc khi có mức xếp hạng tỷ suất người xem vượt qua 40%, giúp cho cô được công chúng đón nhận ngày càng nhiều. Nữ diễn viên nhận được nhiều lời mời quảng cáo, diễn xuất trong cả phim điện ảnh và phim truyền hình.
Năm 2018, cô được chọn tham gia dự án phim truyền hình đặc biệt của Netflix với tựa đề Thánh ca tử thần - trong vai Yun Sim-deok. Cô cũng tham gia đóng vai chính trong bộ phim hài tình cảm Still 17. Cùng năm, cô tham gia diễn xuất trong phim điện ảnh Innocence.
Năm 2019, cô đóng vai chính trong bộ phim lãng mạn giả tưởng Sứ mệnh cuối cùng của thiên thần.
Sang đến năm 2020, cô xuất hiện trong phim điện ảnh Kẻ săn mộ với vai diễn 'Yoon Se-hee' và cùng nam tài tử Kim Jung-hyun đóng vai chính trong phim truyền hình Chàng hậu (Mr. Queen) với vai 'Hoàng hậu Kim So-yong' (Triết Nhân Vương hậu) của đài TvN.  Được chiếu trên đài cáp nhưng bộ phim đã đạt được mức rating khá tốt, tập cuối Mr. Queen đã đạt được rating trung bình trên toàn quốc là 17.4%, mức cao nhất là 19.3% và 18.554% khu vực Seoul. Qua đó, Mr. Queen trở thành bộ phim có rating cao thứ 5 trong lịch sử tvN. Với bộ phim này, Shin Hye Sun đã chứng tỏ năng lực diễn xuất vô cùng ấn tượng và được khán giả quốc tế biết đến nhiều hơn. Đặc biệt, chemistry (sự tương tác) giữa Shin Hye Sun cùng Kim Jung Hyun chính là một trong những nhân tố giúp bộ phim thành công đến vậy.

## Danh sách phim

### Phim điện ảnh
| Năm  | Tiêu đề               | Vai diễn     | Ghi chú   |
| ---- | --------------------- | ------------ | --------- |
| 2014 | One Summer Night      | So Ra        | Phim ngắn |
| 2014 | Return Match          | Joo Yeon     | Phim ngắn |
| 2016 | Công tố viên hung bạo | Yoon Ah      |           |
| 2017 | A Day                 | Mi Kyung     |           |
| 2020 | Innocence             | Ahn Jung In  |           |
| 2020 | Collectors            | Curator Yoon |           |
| 2023 | Cô giáo em là số 1    | So Si-min    |           |
| 2023 | Đơn hàng từ sát nhân  | Soo Hyun     |           |

### Phim truyền hình
| Năm       | Tiêu đề                          | Vai diễn                                          | Kênh | Ghi chú                          |
| --------- | -------------------------------- | ------------------------------------------------- | ---- | -------------------------------- |
| 2012–2013 | Học đường 2013                   | Shin Hye Sun                                      | KBS2 |                                  |
| 2014      | Đôi mắt thiên thần               | young Cha Min Soo                                 | SBS  |                                  |
| 2014      | Vua trường học                   | Go Yoon Joo                                       | tvN  | [ 22 ]                           |
| 2014–2015 | Tuổi thanh xuân                  | Han Mi So                                         | VTV3 | Hàn Quốc - Việt Nam sản xuất     |
| 2015      | Ma nữ đáng yêu                   | Kang Eun Hee                                      | tvN  |                                  |
| 2015      | Cô nàng xinh đẹp                 | Han Seol                                          | MBC  |                                  |
| 2016      | Mẹ muốn lấy chồng                | Lee Yeon Tae                                      | KBS2 |                                  |
| 2016      | Huyền thoại Biển xanh            | Cha Si Ah                                         | SBS  |                                  |
| 2017–2020 | Khu rừng bí mật                  | Young Eun Soo                                     | tvN  | Chính (mùa 1); Khách mời (mùa 2) |
| 2017–2018 | Cuộc sống thượng lưu             | Seo Ji An                                         | KBS2 |                                  |
| 2018      | Vẫn mãi tuổi 17                  | Woo Seo Ri                                        | SBS  |                                  |
| 2018      | Thánh ca tử thần                 | Yun Sim Deok                                      | SBS  |                                  |
| 2019      | Sứ mệnh cuối cùng của thiên thần | Lee Yeon Seo                                      | KBS2 |                                  |
| 2020      | Kẻ săn mộ                        | Se-hee                                            |      |                                  |
| 2020–2021 | Chàng hậu                        | Triết Nhân Vương hậu Kim So Yong - Jang Bong Hwan | tvN  |                                  |
| 2023      | Hẹn gặp anh ở kiếp thứ 19        | Ban Ji-eum - Su                                   | tvN  |                                  |
| 2023-2024 | Chào mừng đến Samdal-ri          | Cho Samdal                                        | JTBC |                                  |

### Chương trình truyền hình thực tế
| Năm  | Tiêu đề                                | Tập           | Kênh  | Ghi chú        |
| ---- | -------------------------------------- | ------------- | ----- | -------------- |
|      | MMTG - Eivilization Express            | Tập 99, 100   | SBS   | Khách mời      |
| 2016 | Happy Together: Season 3               | Tập 435 - 455 | KBS2  | Khách mời      |
| 2018 | My Little Old Boy                      | Tập 99, 100   | SBS   | Khách mời      |
| 2018 | Running Man                            | Tập 412       | SBS   | Cameo          |
| 2018 | Good Neighbors                         | Tập 14        | MBC   | Khách mời      |
| 2020 | Knowing Bros                           | Tập 218       | JTBC  | Khách mời      |
| 2020 | Running Man                            | Tập 491,492   | SBS   | Khách mời      |
| 2021 | Mr. Queen Commentary (Short talk show) | Cả 2 phần     | TVING | Nhân vật chính |

### Dẫn chương trình truyền hình
| Năm  | Tiêu đề               | Kênh | Ghi chú                                           | Chú thích. |
| ---- | --------------------- | ---- | ------------------------------------------------- | ---------- |
| 2018 | 2018 SBS Drama Awards | SBS  | Dẫn chương trình với Shin Dong-yup và Lee Je-hoon | [ 24 ]     |
| 2019 | 1919-2019, Memories   | MBC  | người kể chuyện (trong tập 2 của Kim Hyang-hwa)   | [ 25 ]     |
| 2019 | 2019 KBS Drama Awards | KBS2 | Dẫn chương trình với Jeon Hyun-moo                | [ 26 ]     |

### Xuất hiện trong video âm nhạc
| Năm  | Tiêu đề     | Nghệ sĩ                                           | Ghi chú       |
| ---- | ----------- | ------------------------------------------------- | ------------- |
| 2013 | "Curious"   | What Women Want ft. Jung-yup from Brown Eyed Soul | [ 27 ] [ 28 ] |
| 2018 | "Feel Like" | Naul                                              | [ 29 ]        |
| 2018 | "Snowfall"  | god                                               | [ 30 ]        |

## Giải thưởng và đề cử
| Year | Giải thưởng                           | Hạng mục                                                | Đề cử                              | Kết quả   | Chú thích |
| ---- | ------------------------------------- | ------------------------------------------------------- | ---------------------------------- | --------- | --------- |
| 2015 | MBC Drama Awards                      | Best New Actress in a Miniseries                        | She Was Pretty                     | Đề cử     |           |
| 2016 | 2nd Scene Stealer Festival            | Rookie of the Year                                      | Five Enough, Công tố viên hung bạo | Đoạt giải | [ 31 ]    |
| 2016 | KBS Drama Awards                      | Best Supporting Actress                                 | Five Enough                        | Đề cử     |           |
| 2016 | KBS Drama Awards                      | Best New Actress                                        | Five Enough                        | Đề cử     |           |
| 2016 | SBS Drama Awards                      | Excellence Award, Actress in a Fantasy Drama            | Huyền thoại Biển xanh              | Đề cử     |           |
| 2017 | 1st The Seoul Awards                  | Best New Actress                                        | Khu rừng bí mật                    | Đề cử     |           |
| 2017 | KBS Drama Awards                      | Top Excellence Award, Actress                           | My Golden Life                     | Đề cử     | [ 32 ]    |
| 2017 | KBS Drama Awards                      | Excellence Award, Actress in a Serial Drama             | My Golden Life                     | Đoạt giải | [ 32 ]    |
| 2017 | KBS Drama Awards                      | Best Couple Award với Park Si-hoo                       | My Golden Life                     | Đoạt giải | [ 32 ]    |
| 2018 | 54th Baeksang Arts Awards             | Best Actress (TV)                                       | My Golden Life                     | Đề cử     | [ 33 ]    |
| 2018 | 11th Korea Drama Awards               | Top Excellence Award, Actress                           | My Golden Life                     | Đề cử     | [ 34 ]    |
| 2018 | 6th APAN Star Awards                  | Top Excellence Award, Actress in a Serial Drama         | My Golden Life                     | Đoạt giải | [ 35 ]    |
| 2018 | SBS Drama Awards                      | Top Excellence Award, Actress in a Monday-Tuesday Drama | Still 17                           | Đoạt giải | [ 36 ]    |
| 2018 | 2nd The Seoul Awards                  | Best Actress                                            | My Golden Life, Still 17           | Đề cử     | [ 37 ]    |
| 2019 | 14th Seoul International Drama Awards | Best Actress                                            | The Hymn of Death                  | Đề cử     | [ 38 ]    |
| 2019 | KBS Drama Awards                      | Top Excellence Award, Actress                           | Sứ mệnh cuối cùng của thiên thần   | Đoạt giải | [ 39 ]    |
| 2019 | KBS Drama Awards                      | Excellence Award, Actress in a Miniseries               | Sứ mệnh cuối cùng của thiên thần   | Đề cử     | [ 39 ]    |
| 2019 | KBS Drama Awards                      | Best Couple Award với Kim Myung-soo                     | Sứ mệnh cuối cùng của thiên thần   | Đoạt giải | [ 39 ]    |
| 2021 | 41st Blue Dragon Film Awards          | Best New Actress                                        | Innocence                          | Đề cử     | [ 42 ]    |
| 2021 | 57th Baeksang Arts Awards             | Best Actress                                            | Mr. Queen                          | Đề cử     |           |
| 2021 | 57th Baeksang Arts Awards             | Best New Actress                                        | Innocence                          | Đề cử     |           |